# Fritz Stocker (Radsportler)
Fritz Stocker (* 21. Dezember 1920; † 4. August 2007) war ein Schweizer Radrennfahrer.

## Sportliche Laufbahn
Stocker war im Strassenradsport aktiv. Sein bedeutendster sportlicher Erfolg war beim Sieg von Ferdy Kübler der dritte Platz in der Tour de Suisse 1942. In jener Saison wurde er Vierter im Einzelzeitfahren um den Grand Prix des Nations. 1939 war er Sieger im Grand Prix Genf geworden. Von 1940 bis 1944 war er Unabhängiger. In der Tour de Suisse wurde er 1941 17. 1943 kam er in der nationalen Meisterschaft im Strassenrennen auf den dritten Rang.